# Joop Korebrits

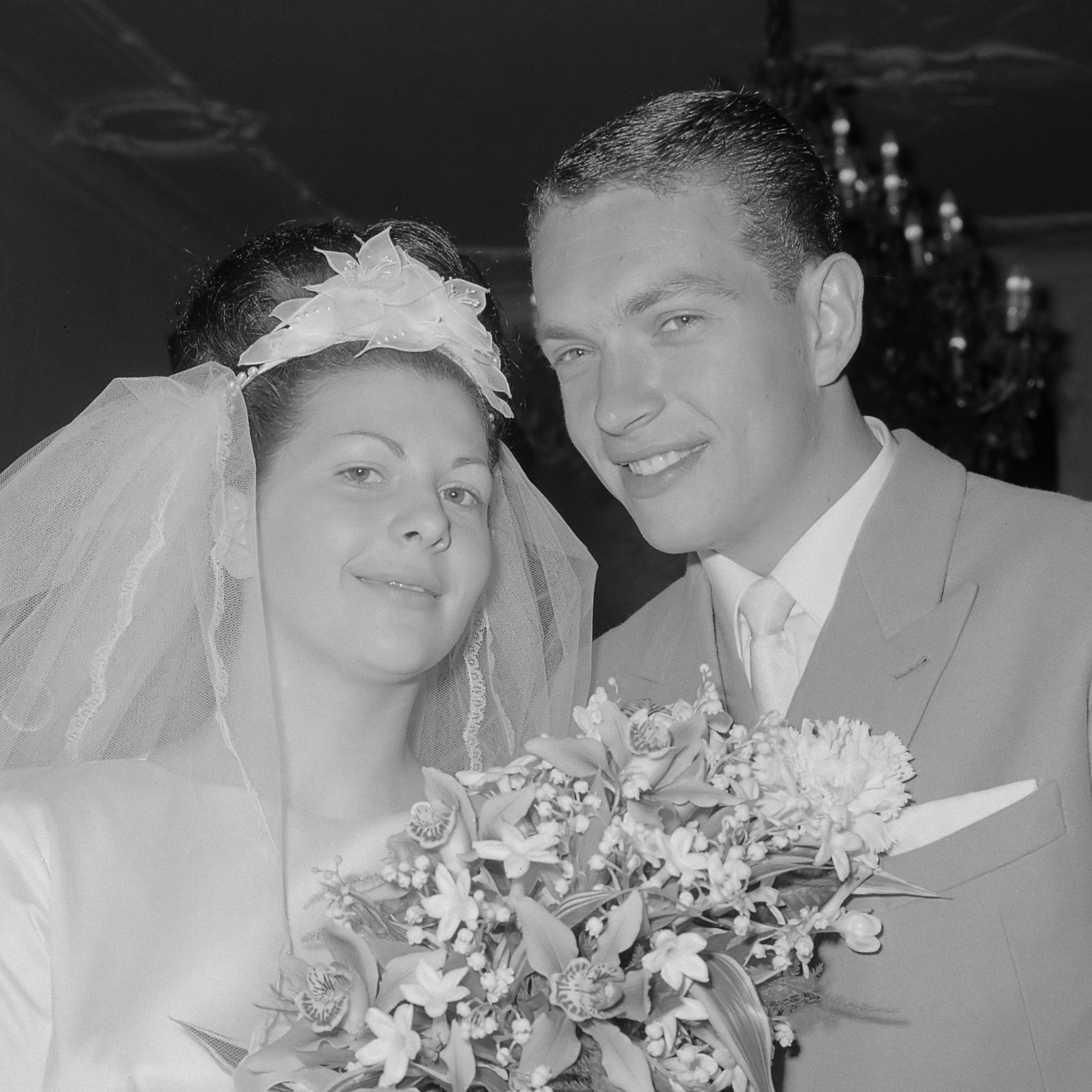
Joop Korebrits (1965)

Joop Korebrits (* 24. April 1943 in Breda; † 26. Dezember 2011) war ein niederländischer Fußballspieler. 

## Sportlicher Werdegang
Korebrits begann 1953 mit dem Fußballspielen bei BSV Boeimeer, 1956 schloss sich der Torhüter der Jugend von NAC Breda an. Im Oktober 1961 debütierte er für die Wettkampfmannschaft, stand aber in den folgenden Jahren vor allem im Schatten des späteren Nationaltorhüters Peter van de Merwe. Bis zu seinem Abschied 1968 kam er daher lediglich auf 59 Pflichtspieleinsätze, davon 55 Meisterschaftsspiele. Dabei war er 1965 mit dem Klub aus der Eredivisie abgestiegen. Zunächst bei VV Baronie und von 1972 bis zu seinem Karriereende 1975 bei SV Veerse Boys ließ er im Amateurbereich seine Laufbahn ausklingen.
Später engagierte sich Korebrits in verschiedenen Funktionen bei NAC Breda, unter anderem war er als Torwarttrainer tätig. Im Rat-Verlegh-Stadion ist das „Tor 4“ nach ihm benannt.